# Solidaritat per la Independència
Solidaritat per la Independència (SI-Solidaritat, en español «Solidaridad por la Independencia»), también conocido como Solidaridad Catalana por la Independencia, es un partido político español que busca la independencia de Cataluña. 
Inicialmente, el partido se presentó bajo el paraguas de la coalición Solidaritat Catalana per la Independència a las elecciones al Parlamento de Cataluña de 2010 (28 de noviembre del 2010) en que obtuvo 4 escaños. Se volvió a presentar el 2012, pero no consiguió representación. En las elecciones al Parlamento de Cataluña de 2021 otorgó apoyo externo a la candidatura de Junts, pero sin integrarse en una coalición formal.
Para las elecciones al Parlamento de Cataluña de 2024, este partido anunció su intención de concurrir por primera vez con una candidatura propia, aunque finalmente no se presentó.

## Historia
El partido tiene su origen en la masiva manifestación celebrada en Barcelona el 10 de julio de 2010, en protesta por la sentencia del Tribunal Constitucional contra el Estatuto de autonomía de Cataluña de 2006. Tres días más tarde Alfons López Tena, que por entonces era militante de Convergència Democràtica de Catalunya, y Uriel Bertran, en ese momento diputado de Esquerra Republicana de Catalunya, que ya habían impulsado las consultas independentistas celebradas en diversas localidades catalanas durante 2009 y 2010, presentaron una iniciativa popular para convocar un referéndum sobre la independencia, que fue rechazada por la mesa del Parlamento de Cataluña. A raíz de este hecho, ambos abandonaron los consejos nacionales de sus respectivos partidos.
Una semana más tarde, el 20 de julio, López Tena y Bertran, junto a Joan Laporta -que acababa de dejar la presidencia del FC Barcelona y deseaba dar el salto a la política- hicieron público un manifiesto llamado Crida a la Solidaritat Catalana per la Independència (Llamamiento a la Solidaridad Catalana por la Independencia) en el que, emulando el movimiento Solidaridad Catalana de principios del siglo XX, hacían un llamamiento a todos los partidos nacionalistas catalanes para presentar de una candidatura unitaria y transversal en las elecciones del Parlamento de Cataluña de ese año -una coalición electoral bautiazada como Solidaritat Catalana per la Independència- y declarar la independencia tras los comicios.
Aunque todas las formaciones políticas con representación parlamentaria rechazaron sumarse a la llamada, Laporta siguió adelante con el proyecto y fundó su propio partido, Democràcia Catalana, como parte de la coalición Solidaritat Catalana per la Independència. El 27 de julio de 2010 López Tena y Bertran, ante la negativa de CiU y ERC a integrarse en la coalición, abandonaron sus respectivos partidos para sumarse al proyecto. Para ello, fundaron su propio partido, bautizado como Solidaritat per la Independència, ante la imposibilidad de registrarlo con el nombre inicialmente deseado de Solidaritat Catalana per la Independència, al ya existir en el registro un partido con el nombre de Solidaritat Catalana. El partido quedó oficialmente inscrito en el registro del Ministerio de Interior el 10 de septiembre de 2010.
El 20 de febrero de 2011 celebró su I Congreso, en él se eligió a Toni Strubell como presidente y a Uriel Bertran como secretario general.
En octubre de 2010 Solidaritat Catalana per la Independència y Unitat Catalana firmaron un pacto de colaboración, de forma que uno pasaba a ser el referente del otro en su territorio respectivo.
En las elecciones al Parlamento de Cataluña de 2021 este partido otorgó apoyo externo a la candidatura presentada por el partido político Junts per Catalunya, pero sin integrarse en una coalición formal.
Para las elecciones al Parlamento de Cataluña de 2024, este partido ha anunciado su intención de presentar una candidatura propia como partido independiente, para lo que deberá recoger firmas al no haberse presentado formalmente como partido a ningunas elecciones anteriormente.